# Баянди (Мунайлинський район)
Баянди́ (каз. Баянды) — село у складі Мунайлинського району Мангистауської області Казахстану. Адміністративний центр та єдиний населений пункт Баяндинського сільського округу.
Населення — 7823 особи (2021; 2046 у 2009, 867 у 1999, 638 у 1989).
2008 року до складу села були включені території населених пунктів Великий Емір, Малий Емір, Роз'їзд 16.